# Alia al-Hussein von Jordanien

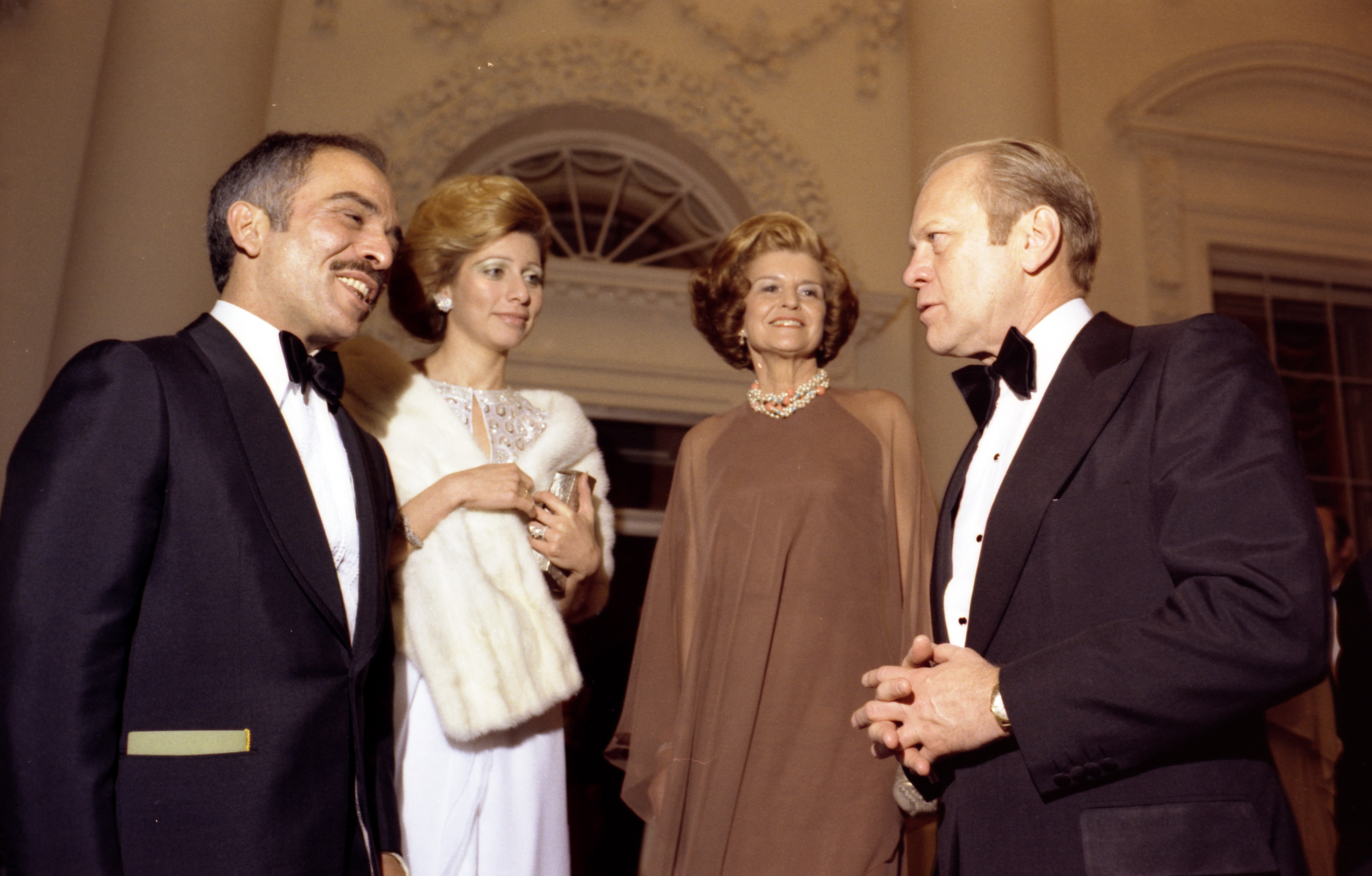
Alia al-Hussein (im weißen Kleid, 1976)

Königin Alia al-Hussein (arabisch علياء الحسين, DMG ʿAlyāʾ al-Ḥusain; * 25. Dezember 1948 in Kairo, Ägypten als Alia Baha ad-Din Tuqan / علياء بهاء الدين طوقان / ʿAlyāʾ Bahāʾ ad-Dīn Ṭūqān; † 9. Februar 1977 in Amman, Jordanien) war die dritte Frau von Hussein I. von Jordanien. 

## Leben
Alia, die Tochter des ehemaligen Botschafters Baha ad-Din Tuqan, verbrachte einen Großteil ihrer Kindheit mit Reisen. In London besuchte sie gemeinsam mit ihrem jüngeren Bruder Ali die Church School. Sie studierte Politikwissenschaft mit den Nebenfächern Sozialpsychologie und Öffentlichkeitsarbeit in Rom und Chicago sowie am Hunter College in New York. 1971 zog sie nach Jordanien und arbeitete dort für die Royal Jordanian Airlines. Bei den Vorbereitungen für das erste Internationale Wasserskifestival im September 1972 lernte sie den König kennen und heiratete ihn am 24. Dezember 1972. Fortan trug sie den Titel Königin Alia al-Hussein. 
Sie setzte sich bei ihrem Mann für das Frauenwahlrecht ein, das 1974 in Jordanien eingeführt wurde.
Alia starb 1977 bei einem Hubschrauberabsturz in Amman bei ihrer Rückkehr von Tafila, wo sie ein Krankenhaus besucht hatte, als die Maschine in einen Regensturm geriet. Daraufhin wurde der 1983 eröffnete neue Flughafen Ammans nach Alia benannt (Queen Alia International Airport). Beim Absturz starben auch der jordanische Gesundheitsminister und der Pilot Bader Zaza.

## Familie
Sie hatte mit König Hussein drei Kinder:
- Prinzessin Haya bint al-Hussein (* 1974)[3]
- Prinz Ali bin al-Hussein (* 1975)
- Abir (* 1972, adoptiert 1976)